# Walter Plowright
Walter Plowright CMG, FRS, FRCVS (* 10. Juli 1923 in Holbeach, Lincolnshire; † 19. Februar 2010) war ein britischer Veterinärmediziner, Pathologe, Mikrobiologe und Parasitologe, der in den 1960er Jahren einen praktikablen Impfstoff gegen die Rinderpest entwickelte.

## Biografie

### Studium und berufliche Laufbahn
Nach dem Besuch der Grammar Schools von Moulton und Spalding in Lincolnshire studierte er während des Zweiten Weltkrieges Veterinärmedizin am Royal Veterinary College (RVC) der University of London. 1944 wurde er zum Kriegsdienst beim Veterinärkorps der British Army (Royal Army Veterinary Corps) einberufen und versah seinen Dienst in Kenia. Seine dort gemachten Erfahrungen und Erlebnisse prägten seine spätere Laufbahn. Nach Beendigung seines Militärdienstes kehrte er 1948 nach Großbritannien zurück und begann eine Tätigkeit als Lecturer am RVC. Allerdings trat er kurze Zeit später in den Veterinärdienst des damaligen Ministeriums für die Kolonien (Colonial Office) für das er 1950 nach Kenia zurückkehrte. Zunächst war er am Tiermedizinischen Forschungslabor in Kabete (Kenia) tätig und danach 1953 am Föderalen Veterinärlaboratorium in Vom (Nigeria) tätig.
1956 erfolgte seine Berufung zum Leiter der Abteilung für Pathologie des Ostafrikanischen Forschungslaboratoriums (East African Research Laboratory (EAVRO)) in Mugaga (Kenia). Während dieser bis 1971 ausgeübten Tätigkeit kam es auch zur Entwicklung des Impfstoffs gegen die Rinderpest. Daneben war er seit 1964 auch am Institut zur Erforschung tierischer Viren (Animal Virus Research Institute) in Pirbright, Surrey, tätig.

### Entdeckung des Impfstoffs gegen Rinderpest und Auswirkungen
Walter Plowright entwickelte in den 1960er Jahren einen Impfstoff gegen die Rinderpest, der wirkungsvoll eine Krankheit ausrottete, die weltweit Rinderherden verheerend befallen hatte. Nachdem er Massenimpfprogramme in den Entwicklungsländern eingeführt hatte, wurde er von Rinderzuchtbetrieben gefeiert, deren Viehbestände durch das Rinderpestvirus vernichtet wurden. Letztlich führte der Impfstoff auch zu einer enormen Stärkung der weltweiten Versorgung mit Fleisch und Milchprodukten.
Am 15. Oktober 2010 teilte der Generaldirektor der Ernährungs- und Landwirtschaftsorganisation der Vereinten Nationen (FAO) mit, dass die Rinderpest dank der koordinierten Maßnahmen im Rahmen des GREP ausgerottet werden konnte. Die offizielle Feststellung der Ausrottung erfolgte am 25. Mai 2011. Damit ist es nach den Pocken zum zweiten Mal in der Geschichte gelungen, eine Infektionskrankheit zu tilgen.
Plowright war ein Veterinärmediziner und wissenschaftlicher Forscher, der die Virusinfektion mit einem einfachen, erschwinglichen und leicht zu verabreichenden Impfstoff bekämpfte. Bereits eine einfache Dosis seines Gewebekultur-Rinderpestimpfstoff (Tissue Culture Rinderpest Vaccine (TCRV)) führte zu einer dauernden Immunität.
Außerdem wurde er auch wegen der Art gewürdigt, wie er das Testverfahren und die Anwendung des Impfstoffs gegen die Rinderpest entwickelte. Diese erfolgreichen Techniken wurden später auch bei der Entwicklung der Impfstoffe gegen Orf und die Lumpy-skin-Krankheit wiederholt.
Durch die Entwicklung des Impfstoffs trug Plowright letztlich auch zur Entwicklung der Veterinärwissenschaft an sich bei, einer Fachrichtung, deren Begründung maßgeblich von der Angst vor der Rinderpest geprägt war, die bis ins 19. Jahrhundert hinein zu einem massenhaften Viehsterben in Europa führte. Seine Arbeit hatte wichtigen Einfluss bei der Erforschung anderer Viruskrankheiten wie dem ASF-Virus, dem Bösartigen Katarrhalfieber, Orthopoxviren und dem Herpes-simplex-Viren.
Neben der laboratorischen Entwicklung des Impfstoffs, die eine der frühesten Beispiele für ein durch die Gewebekultur entwickelten Impfstoff war, unternahm Plowright regelmäßige und ausgedehnte Exkursionen um Tausende von Rindern zur Prüfung der Wirksamkeit von TCRV zu impfen. Dieses übertrug er auch auf Gnus, die wahrscheinlich Überträger der Krankheit, jedoch nicht leicht zu behandelnde Tiere waren.
Obwohl die Rinderpest lange Zeit vom größten Teil Europas vertrieben war, etablierte sich die Rinderpest in Afrika zu Beginn des 20. Jahrhunderts mit verheerenden Ausmaßen und rottete nach dem Befall eine Herde bis zu 90 Prozent aus, während der Rest der Herd kränklich und unproduktiv wurde. Bei auf Viehzucht basierenden Landwirtschaften konnte ein Krankheitsausbruch Hungersnot und wirtschaftliche Depression auslösen wie in den frühen 1980er Jahren als die Rinderpest zu wirtschaftlichen Verlusten von rund 2 Milliarden US-Dollar in Nigeria führte. Die Ernährungs- und Landwirtschaftsorganisation (FAO) prognostizierte, dass die Ausrottung des Virus wegen der Wirksamkeit und Preisgünstigkeit von TCRV weniger als 3 Millionen US-Dollar Kosten verursacht hätte.
Vor diesem Hintergrund der geringen Investition in die Herstellung von TRCV wurden von der FAO zusätzliche Nahrungsmittelproduktionen von 47 Milliarden US-Dollar in Afrika sowie von 289 Milliarden US-Dollar in Indien errechnet. Darüber hinaus errechnete die FAO eine zusätzliche Produktion von 70 Millionen Tonnen Rindfleisch sowie von einer Milliarde Tonnen Milchprodukten in den Entwicklungsländern als Folge der Ausrottung der Rinderpest.

### Spätere Tätigkeiten und Auszeichnungen
1971 kehrte er endgültig nach Großbritannien zurück, nachdem er einen Ruf als Professor für Mikrobiologie und Parasitologie am RVC erhalten hatte. Im Anschluss war er von 1978 bis 1981 Direktor der Abteilung für Mikrobiologie am Institut zur Erforschung tierischer Viren in Compton (Berkshire).
Für seine weitreichenden Arbeiten, die nicht nur wissenschaftlicher Art waren, sondern auch seine humanitären Leistungen umfassten, wurde er mehrfach ausgezeichnet und wurde unter anderem 1974 Companion des Order of St. Michael and St. George (CMG) sowie 1981 Mitglied (Fellow) der Royal Society (FRS) sowie des Royal College of Veterinary Surgeons (FRCVS), das ihm auch den Dalrymple-Champneys-Pokal verlieh.
1984 wurde er Träger des König-Baudouin-Preises der König Baudouin I.-Stiftung sowie 1994 Träger des südafrikanischen Theiler Memorial Trust Award. Schließlich wurde ihm 1999 der mit 250.000 US-Dollar dotierte Welternährungspreis der FAO verliehen für die Entwicklung des Impfstoffs gegen die Rinderpest zur "Verbesserung der Qualität, Quantität und Zugänglichkeit von Nahrungsmitteln in der Welt".
Auch nach seinem formellen Eintritt in den Ruhestand blieb Plowright ein gefragter Ratgeber und Gastdozent. 2001 war er maßgeblich am Bericht der Royal Society über Infektionskrankheiten nach dem Ausbruch der Maul- und Klauenseuche in Großbritannien.